# 晋江市
24°47′5″N 118°32′50″E / 24.78472°N 118.54722°E
晋江市（發音：/t͡sin⁴¹⁻⁵⁵⁴ kaŋ³³ t͡sʰi³³/）是中国福建省下辖县级市，由地级泉州市代管。晋江位于福建省东南沿海，泉州市东南部，晋江下游南岸，三面临海。辖境东北连泉州湾，东与石狮市接壤，东南濒临台湾海峡，南与金门岛隔海相望，西与南安市交界，北和鲤城区相邻。陸域面積649平方公里（不含灘塗和濕地），海域面積6345平方公里,海岸线长121公里，市政府驻罗山街道世纪大道。
因特殊的地理位置，历史上，晉江在經濟、軍事、文化占据重要地位，是古代「海上絲綢之路」重要起點之一。清代，晋江與南安、惠安，合稱泉州三邑。境内有安平桥、草庵、龙山寺、磁灶窑址等古迹以及深沪湾国家地质公园。
晋江市以中原文化、海洋文化、闽南文化、华侨文化、宗教文化等多元文化相互交融、相映成辉；科技综合实力进入全国百强行列，被定为全国4个科技进步示范区之一。晋江被列为第一批国家新型城镇化综合试点地区。

## 歷史
泉州是从晋朝开始中原人士因战乱搬迁至此。因怀念晋地，故將居住地的河流命名为晋江。而居住地则因该江得名—晋江。
泉州历史悠久。泉州管轄的晉江市早在舊石器时代，就有人类在这里劳动生息。泉州夏禹时属扬州城，周时为七闽地，春秋战国时为越地。从秦朝到隋朝的八百余年间，先后属闽中郡、闽越郡、 闽越国、建安郡、闽州等所辖。秦汉时，中原汉族人民逐渐南移，此处初辟蒿莱。公元四世纪初，中原战乱频繁，晋人大批南迁，他们带来了中原先进的生产工具、技术和文化，使泉州得到进一步的开发。唐朝初年，归武荣州所辖，唐景云二年(公元711年)，武荣州始改名为泉州。 
唐代泉州设置初期，辖晋江、南安、龙溪、莆田、仙游五县，开元二十九年(公元741年)与漳州分治，龙溪归其所辖。唐中叶的安史之乱给中原造成严重的灾难，中原人民进一步避乱南迁，经济文化中心转移，促进泉州进一步繁荣。史载唐大历年间，泉州文风大盛、书院林立，一些著名的寺院如明心寺、法云寺、普照寺等，均建于此时。经济上，泉州已逐渐成为南方重要的大港口，天佑午间，已是一个车旅辐辏、商贾云集，"云山百越路、市井十州人"的国际港城，与交州(今越南河内)、广州、明州(今浙江宁波)并称为全国四大港口。五代后汉乾佑二年(949年)，泉州称清源郡。后周显德二年(公元955年)，辖晋江、南安、莆田、仙游、同安、德化、永春、清溪(后称安溪)、长泰九县。
宋太平兴国六年(公元981年)，莆田、仙游两县为兴化郡，长泰归漳州，泉州辖晋江、南安、同安、德化、永春、安溪、惠安七县。北宋时在泉州设市舶司，专管海外贸易。南宋朝廷偏都临安(杭州)，当时泉州成为与广州并驾齐驱的全国两大商港。宋景炎三年(公元1278年)至元大德二年(1298年)二十年间，先后四次在泉州置福建中书省衙，泉州改为泉州路。大德二年改为泉中府，延佑元年(1314年)复立泉州分省，元代泉州成为"涨海声中万国商"的东方第一大港，与埃及的亚历山大港并称为"世界最大的贸易港"，同世界上100多个国家和地区有贸易往来。
明代全国分为十三个"布政司"，统领各地府、县。明洪武元年(公元1368年)改称泉州府，属福建布政使司，辖晋江、南安、惠安、安溪、永春、德化、同安七县。
清承明制，全国分为十五省，实行省、府(州、厅)、县三级制。泉州府为闽八府之一。雍正十二年(公元1734年)，永春升为直隶州，德化归其所辖。泉州府辖晋江、惠安、南安、安溪、同安五县。
民国元年(公元1912年)，废州府，复县设道。泉州初归厦门道，后属泉州道。民国十六年(1927年)，废道，设行政督察专员公署，泉州划为第四行政督察专员公署，辖晋江、南安、安溪、永春、莆田、仙游、惠安、金门八县。民国二十二年(1933年)"闽变"后成立兴泉省，设省政府于泉州，不久即废，后改为第五行政督察专员公署，直至解放。
泉州于1949年9月1日被中共占领，并于9月9日设福建省第五行政督察区，辖晋江、惠安、同安、安溪、永春、莆田、仙游、金门(未能统一)，政区依旧。同年12月，德化县归之。1950 年3月改称福建省泉州行政督察专员公署，德化归永安专区；9月改为晋江区行政督察专员公署，政区依旧；10月德化复归所辖。1951年1月划晋江县城关和近郊设泉州市。1955年3月改为晋江专区专员公署。1956年5月撤销闽侯、永安专区，划福清、平潭、永泰和大田县归泉州。1958年析同安县归厦门市。1959年8月析福清、平潭、永春归福州所管。1963年4月析大田县归三明专区。1968年9月撤销晋江专区专员公署，成立福建省晋江专区革命委员会。1970年6月析莆田、仙游归莆田专区，同时划同安县归晋江专区。1971年6月改称晋江地区革命委员会。1973年6月析同安县归厦门市，1985年5月撤销晋江地区，原泉州市升为地级市，实行市辖县体制，辖鲤城区、惠安、晋江、南安、安溪、永春、德化及金门县(中華民國實際統治)。1987年12月，析晋江县石狮、永宁、蚶江三镇和祥芝乡为石狮市(县级市)。
1992年和1993年，晋江、南安相继撤县设市。1996年，省政府批准成立肖厝经济开发管理委员会，为泉州市政府派出机构，析原惠安县所辖的涂岭、后龙、南埔、山腰和埭港5个镇及国营山腰盐场归其所辖，1997年6月，从鲤城区析出丰泽区、洛江区。2000年肖厝管委会改为泉港区。至此，泉州市辖鲤城区、丰泽区、洛江区、石狮市、晋江市、南安市和惠安、安溪、永春、德化、金門(中華民國實際統治)、泉港、清蒙共计四区三市五县和一个管委会。
2017年10月15日，在意大利撒丁島奧爾比亞舉行的國際中學生體育聯合執委會會議上，經執委投票表決，中國福建晉江獲得2020年第18屆世界中學生運動會舉辦權。但该届运动会因新冠肺炎疫情多次延期后取消。

## 地理

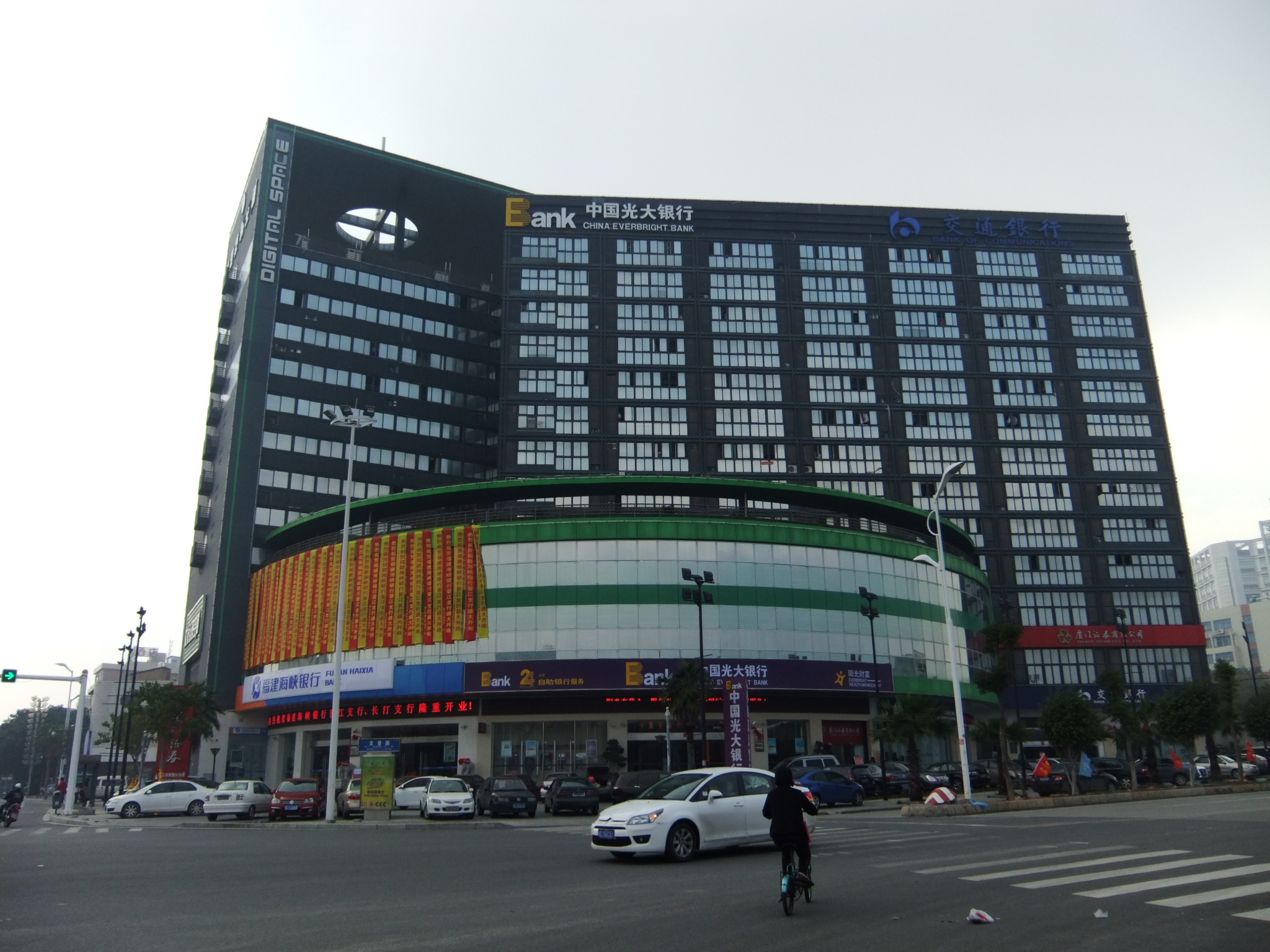
晋江街景

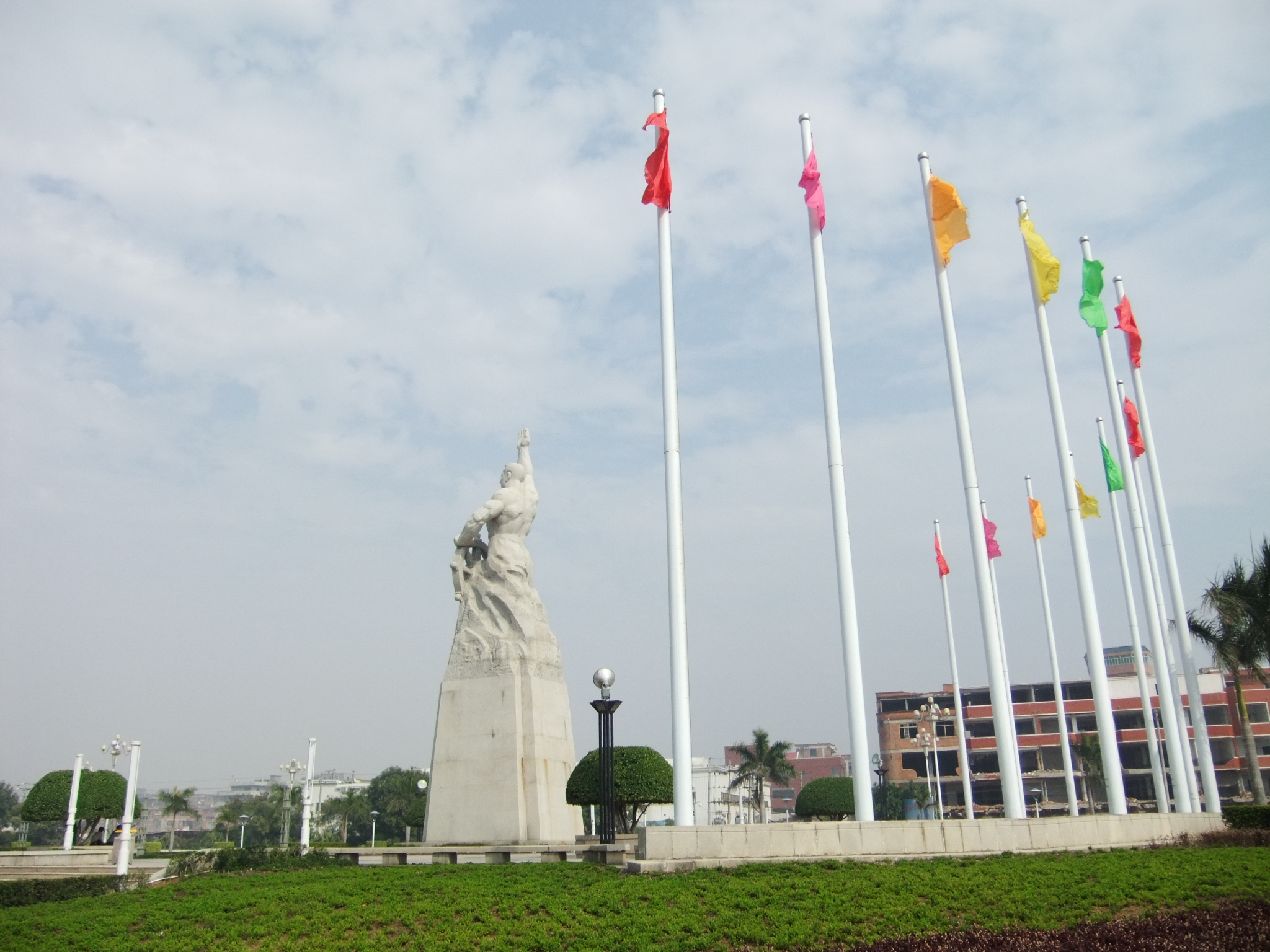
绿洲公园

晉江位於北緯24°30′-24°54′，東經118°24′-118°43′，地處福建四大河流之一晉江南岸，東與石獅市接壤，東面瀕臨台灣海峽，西與南安市交界，北與泉州鯉城區相鄰，南與金門島隔海相望。全市陸域面積649平方公里。
晉江全境地形比較平緩，主要以平原和丘陵為主。平原主要位於東北部靠近泉州灣和西南部圍頭灣一帶。丘陵則大小分佈在各個地方，海拔均比較低。海拔較高的山峰有北部紫帽山和中部靈源山。晉江最高點在紫帽山，海拔517.8米。
截至2018年5月，晋江市下辖6个街道、13个镇，共计102个社区、293个行政村。

## 政治

### 现任领导
| 机构     | · 中国共产党 · 晋江市委员会 · 书记 | 晋江市人民代表大会 常务委员会 主任 | 晋江市人民政府 市长 | · 中国人民政治协商会议 · 晋江市委员会 · 主席 | 晋江市监察委员会 主任 |
| -------- | ---------------------------------- | ---------------------------------- | ------------------- | -------------------------------------------- | --------------------- |
| 姓名     | 张文贤                             | 林仁达                             | 王明元              | 黃天凱                                       | 庄怀璇                |
| 民族     | 汉族                               | 汉族                               | 汉族                | 汉族                                         | 汉族                  |
| 籍贯     | 福建省安溪縣                       | 福建省南安市                       | 福建省泉州市鯉城區  | 福建省晋江市                                 | 福建省泉州市鯉城區    |
| 出生日期 | 1968年7月（57歲）                  | 1965年7月（60歲）                  | 1975年11月（49歲）  | 1972年5月（53歲）                            | 1975年1月（50歲）     |
| 就任日期 | 2021年6月                          | 2019年12月                         | 2021年6月           | 2024年12月                                   | 2021年7月             |

### 行政區劃
全市辖6个街道、13个镇，共有92个社区、293个村委会。
| 晋江市行政区划图 | 晋江市行政区划图 | 晋江市行政区划图 | 晋江市行政区划图  | 晋江市行政区划图        | 晋江市行政区划图 | 晋江市行政区划图 | 晋江市行政区划图 | 晋江市行政区划图 | 晋江市行政区划图 | 晋江市行政区划图 |
| --- | ---------------- | ---------------- | ----------------- | ----------------------- | ---------------- | ---------------- | ---------------- | ---------------- | ---------------- | ---------------- |
| 磁灶镇 紫帽镇 池店镇 西园街道 陈埭镇 内坑镇 安海镇 东石镇 龙湖镇 金井镇 深沪镇 英林镇 永和镇 灵源街道 罗山街道 新塘街道 ① ② ←③ ①梅岭街道 ②青阳街道 ③西滨镇 |                  |                  |                   |                         |                  |                  |                  |                  |                  |                  |
| 区划代码 | 区划名称         | 汉语拼音         | 面积 （平方公里） | 常住人口 （2020年普查） | 下辖地区数量     | 下辖地区数量     | 政府驻地         | 邮政编码         |                  |                  |
| 区划代码 | 区划名称         | 汉语拼音         | 面积 （平方公里） | 常住人口 （2020年普查） | 社区             | 行政村           | 政府驻地         | 邮政编码         |                  |                  |
| 350582001 | 青阳街道         |                  | 11                | 102,773                 | 14               |                  |                  |                  |                  |                  |
| 350582002 | 梅岭街道         |                  | 11                | 154,900                 | 15               |                  | 梅山社区         | 362200           |                  |                  |
| 350582003 | 西园街道         |                  | 21                | 53623                   | 11               |                  | 苏塘社区         |                  |                  |                  |
| 350582004 | 罗山街道         |                  | 24.17             | 93,942                  | 16               |                  | 福埔社区         |                  |                  |                  |
| 350582005 | 新塘街道         |                  | 18.5              | 59,365                  | 13               |                  |                  |                  |                  |                  |
| 350582006 | 灵源街道         |                  | 20                | 42,135                  | 10               |                  | 林口社区         |                  |                  |                  |
| 350582101 | 安海镇           |                  | 54.66             | 174,248                 | 6                | 36               | 东鲤社区         |                  |                  |                  |
| 350582102 | 磁灶镇           |                  | 56.46             | 106,633                 | 2                | 24               | 大埔村           |                  |                  |                  |
| 350582103 | 陳埭镇           |                  | 38.4              | 304,033                 | 2                | 24               | 四境社区         |                  |                  |                  |
| 350582104 | 东石镇           |                  | 64.83             | 136,212                 | 5                | 29               |                  |                  |                  |                  |
| 350582105 | 深沪镇           |                  | 33.26             | 79,467                  | 7                | 12               | 港阜社区         |                  |                  |                  |
| 350582106 | 金井镇           |                  | 56.69             | 75,986                  | 2                | 20               | 金井村           |                  |                  |                  |
| 350582107 | 池店镇           |                  | 25.49             | 228,625                 | 1                | 24               | 浯潭村           |                  |                  |                  |
| 350582109 | 內坑镇           |                  | 47.52             | 93,604                  |                  | 28               | 宅内村           |                  |                  |                  |
| 350582110 | 龍湖镇           |                  | 63.55             | 112,520                 |                  | 42               |                  |                  |                  |                  |
| 350582111 | 永和镇           |                  | 48.02             | 91,988                  |                  | 24               | 永和村           |                  |                  |                  |
| 350582112 | 英林镇           |                  | 29.93             | 70,908                  |                  | 20               |                  |                  |                  |                  |
| 350582113 | 紫帽镇           |                  | 20.42             | 20,120                  | 1                | 8                |                  |                  |                  |                  |
| 350582114 | 西滨镇           |                  | 2.1               | 13,897                  | 1                | 2                | 海滨社区         |                  |                  |                  |
| 350582 | 晋江市           |                  | 744.28            | 2,061,551               | 106              | 293              | 罗山街道         | 362200           |                  |                  |

## 人口民族
截至2017年底，晋江市常住人口210.3万人，比上年末增加1.1万人，人口出生率为13.8‰，死亡率为6.7%，自然增长率为7.1‰；城镇化水平为66.1%，比上年提升1.2个百分点。全市户籍人口114.71万人，其中男性58.67万人，占51.1%，女性56.04万人，占48.9%，男女性别比例为104.7:100。
截至2020年11月1日零时，根據第七次全国人口普查數據顯示：晋江市常住人口为2061551人。

### 民族
晋江市的民族以汉族为主，少数民族有回族、畲族、壮族等12个，以回族居多。

## 交通

### 公路
福建省的第一條公路泉安路（泉州至安海），由旅日華僑陳清機招股募資，於1919年7月動工興建，至1922年6月1日全線完工，總長27公里。
截止2008年底，晉江公路通車里程1283公里。晉江主城區為南北走向狹長區域，基本形成“四縱六橫”的干道網格局，四縱為：和平路、泉安路、世紀大道、梅嶺路；六橫為：雙龍路、崇德路—新華路、迎賓路、長興路、福興路、晉光路。
- 国道： 324国道、 358国道
- 省道： 201省道，*  308省道

### 高速公路
- 福廈高速公路為 沈海高速福建段的主體部分，其中泉州至廈門段為福建省的第一條高速公路，於1997年通車。晉江段全長23公里，經過陳埭、池店、西園、磁灶、內坑、安海鎮（街道）。福廈高速及廈漳高速將由目前的四車道擴寬為八車道，泉州至廈門段率先在2010年9月擴寬完工。福廈高速公路晉江出入口位於蘇塘村與嘉福村的牛山互通立交，此互通也是泉三高速公路（泉州至三明）的起始點，兩條高速公路在此形成三向互通立交。晉江還將增加一個出入口，位於池店鎮古福村，與機場快速通道相交互通。另外泉州環城高速公路二期的起始點與福廈高速相交，在內坑鎮柑市村設一個互通立交。
- 泉南高速公路是泉州通往三明的快速交通要道，2009年正式通車。晉江段主線共7.44公里，途經磁灶、池店、紫帽、西園4個鎮（街道）。晉江至永春互通段63公里，採用六車道高速公路標準。泉三高速公路在晉江段共有兩個出入口，一個是蘇塘村與嘉福村的牛山互通是泉三高速公路的起點與沈海高速公路相交，另外一個位於紫帽鎮的玉盤互通。
- 晋石高速公路是 泉州环城高速公路的二期工程，全长17.9公里，双向6车道，自内坑镇柑市村，与沈海高速公路连接，接泉州环城高速公路3期，即泉州湾跨海通道工程，设计时速为100公里/小时，沿线设内坑枢纽互通、晋江南互通、樟井枢纽互通、新塘互通。
- 围头疏港高速公路是晋石高速公路的支线，从主线樟井互通引出，终于深沪镇东华村，与省道308线相连接，全长为16.2公里，双向6车道，沿线设有龙湖收费站。东华村到龙湖收费站这8.7公里为免费路段。

### 鐵路

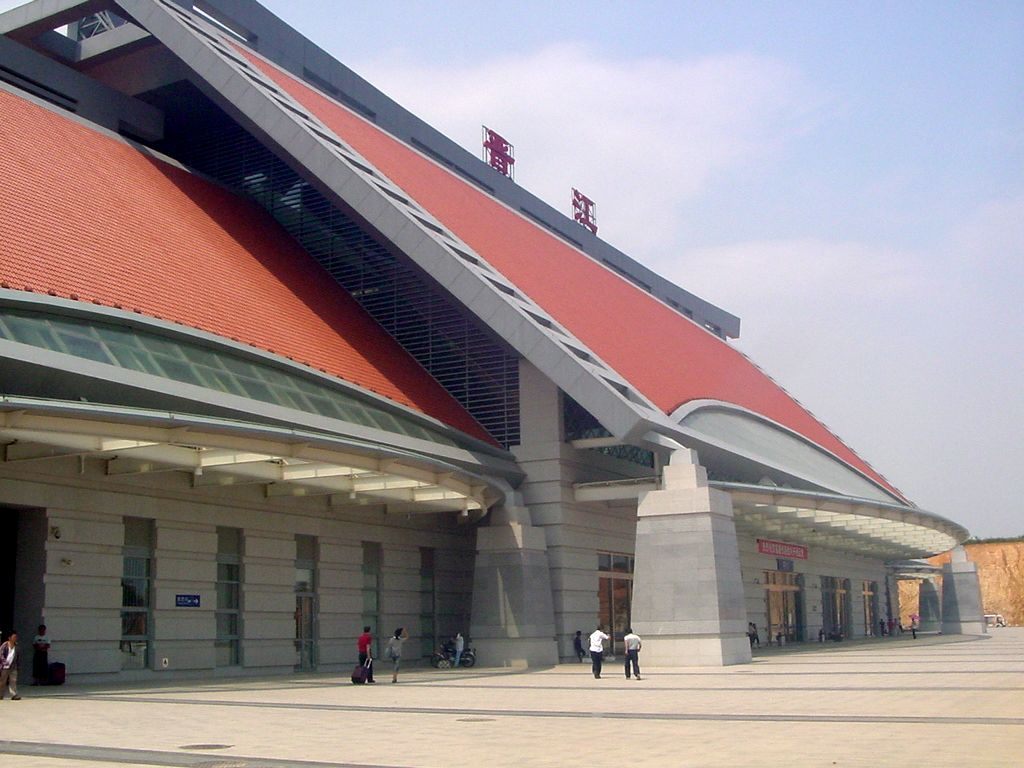
晋江站

福廈鐵路自福州南站至廈門北站，全線長273公里，設計標准採用Ⅰ級雙線電氣化，速度為200公里/小時，預留300公里/小時，全線設14個車站，2005年10月動工，2009年建成，2010年4月26日正式通车运营。晉江段從西北部經過，途徑紫帽、磁灶，內坑，安海鎮。晉江站位於內坑鎮上方村,距晉江市區14公里，共有兩個站台，到發線3條，通過線2條，設計最高聚集人數每小時2000人。福厦高铁在境内设有泉州南站。

### 機場
泉州晋江国际机场地处福建东南沿海，与台湾隔海相望，位于泉州晋江市下游南岸，与周围的火车站、长途汽车站、港口相衔接，交通极为便利。机场飞行区等级为4D级，拥有一条长宽分别为2600米×60米的跑道，道面强度PCN值63，设置先进的通信导航及助航灯光系统。目前通航的城市有：北京、上海、广州、天津、深圳、杭州、武汉、长沙、昆明、南京、重庆、太原、济南、郑州、舟山等国内航线和香港、澳门、马尼拉等地区航线。

### 海港
晉江的海港有圍頭港（以集裝箱業務為主），深滬港（以各種散雜貨業務為主）。 2009年圍頭港完成集裝箱呑吐量29萬標箱，深滬港完成散雜貨呑吐量146萬噸。

### 公共交通
晉江市截至2017年12月，由泉州公交發展有限公司運行的線路有14條、泉州第二公共交通運輸發展有限公司運行的有4條、晉江公共交通公司運行的有41條：
- 晉江公共交通公司運營線路如下：（晉江）1路、2路、3路、4路、5路、6路、7路、8路、9路、10路、11路、12路、14路、15路、16路、17路、18路、19路、20路、21路、22路、23路、25路、27路、28路、29路、30路、31路、32路、33路、35路、36路、37路、38路、39路、41路、42路、43路、44路、45路、46路、47路、Z1路、Z2路、Z3路、Z4路、Z5路、Z6路、Z7路、Z8路、Z9路、Z10路、Z11路
- 線路途徑或終點在晉江境內的（由泉州公交公司運營）公交線路如下：
  - 泉州公交發展有限公司：K202路、K603路、K306路、32路、35路、37路、K205路、K612路、501路、502路、503路、K604路、K606路、K902路
  - 泉州第二公共交通運輸發展有限公司：K601路、K602路、K901路、K605路
- 安運公司線路已被晉江公交收購，原有的安海鎭巴（西、北線）遂停运。

## 教育

### 高等院校
- 公办本科院校：福州大学晋江校区（分校区）
- 民办职业本科院校：泉州职业技术大学
- 民办本科独立学院：福州大学至诚学院晋江校区（分校区）
- 民办专科院校：泉州轻工职业学院

### 高级中学
一级达标中学：养正中学、季延中学、晋江第一中学、侨声中学、南侨中学、毓英中学、晋江市第二中学、英林中学

二级达标中学：平山中学、磁灶中学、内坑中学、陈埭民族中学、首峰中学

三级达标中学：永和中学、紫峰中学

民办中学：子江中学、泉州中远学校

## 醫療
晉江市轄區內的醫院有晉江市醫院、晉江市醫院晉南分院、福建中醫藥大學附屬晉江中醫院、晉江市安海醫院、晉江市婦幼保健院、泉州市第一醫院晉江東石分院等。

## 文化

### 國家級文化遺產
晉江市的晉江布袋木偶戲、泉州南音、高甲戲（柯派）、安海嗦囉嗹習俗、水密隔艙福船製造技藝、靈源萬應茶及閩台東石燈俗被列入國家級非物質文化遺產名錄。

### 傳媒
- 晉江電視台 （页面存档备份，存于） [15]
- 晉江經濟報
- 晉江新聞網 （页面存档备份，存于） [16]
- 晉江人民廣播電台 （页面存档备份，存于）（FM91.4侨乡之声广播）

### 古蹟

#### 古墓葬
| 古蹟名稱                                      | 地址                                         |
| --------------------------------------------- | -------------------------------------------- |
| 池店南朝古墓                                  |                                              |
| 洋尾村唐墓群                                  | 磁灶鎮西南3公里洋尾村邊山坡的地下            |
| 葛洲唐貞觀四年墓                              | 內坑鎮葛洲村南                               |
| 青陽唐墓                                      | 青陽街道八角樓晉江實驗小學校内地下深3.46米處 |
| 砌坑武呂墓（唐）                              | 內坑鎮砌坑村北的思母山麓                     |
| 池店晚唐古墓                                  | 潘湖尚书墓相国墓尚德儒士墓                   |
| 瑤林許氏始祖陵園（唐）                        | 龍湖鎮蘇坑村蔡口                             |
| 唐秘中書丞施公始祖墓                          | 龍湖鎮前港村西                               |
| 地震三星古山陵（青阳庄氏始祖庄古山墓）（宋）  | 晋江一中北大门旁                             |
| 黃護、黃逸墓（宋）                            | 東石鎮許西坑村西                             |
| 許燮陵園（宋）                                |                                              |
| 趙公賚墓（宋）                                | 池店鎮東山村                                 |
| 深滬延陵吳氏祖墓（建於北宋建隆三年（962年）） |                                              |
| 張彌皋墓（宋）梅嶺張氏開基祖                  | 內坑鎮土垵村                                 |
| 周紹基墓（晉江周姓始祖）元                    | 金井鎮圍頭村中                               |
| 俞大猷墓（明）                                | 磁灶鎮蘇垵村                                 |
| 汪芳山墓（明）                                | 深滬鎮東南1公里的烏墩山                      |
| 莊用賓墓（明）                                | 磁灶鎮宅內村南大鵬山北麓                     |
| 何炯墓（明）                                  | 紫帽鎮竹轎山南麓                             |
| 何喬遠墓（明）                                | 紫帽鎮竹轎山南麓                             |
| 林欲廈墓（明）                                | 羅山鎮畬店村後堡                             |
| 林武苴墓（明）                                | 內坑鎮黃塘村鷹兔山                           |
| 張瑞圖墓（明）                                | 青陽西南塔仔山頂                             |
| 李英（李五）墓（明）                          | 青陽鎮燒厝村                                 |
| 洪富墓（明）                                  | 西園街道嶼頭社區雙龍公路旁                   |
| 李光縉墓                                      |                                              |
| 李景賢陵園                                    |                                              |
| 赤蝦墓（清）施琅九世、十世、十一世祖墓        | 龍湖鎮衙口村東沙頭                           |
| 吳魯墓（清）                                  | 磁灶鎮張林村馬鞍山                           |
| 蔡詒河墓（五祖拳創始人）（清）                | 羅山鎮梧安村邦尾                             |
| 古蘗山莊（1916年）                            | 東石鎮蘗谷村                                 |

#### 古遺址
| 古蹟名稱                             | 地址                         |
| ------------------------------------ | ---------------------------- |
| 海底古森林遺址 新石器時代            | 深滬鎮華峰村整個深滬海灣域   |
| 深滬庵山沙丘遺址青銅時代             | 晉江市深滬鎮坑邊村顏厝自然村 |
| 溪口山窯址 南朝                      | 磁灶鎮下官路村               |
| 烽火台遺址 明                        | 深滬鎮煙墩山                 |
| 福全所城明                           | 晉江市金井鎮福全村、溜江村   |
| 華表山古寨建於清康熙十八年（1679年） | 羅山鎮蘇內村華表山頂         |
| 白沙城遺址                           | 東石鎮白沙村                 |

#### 祠堂
| 古蹟名稱                                                        | 地址                                                           |
| --------------------------------------------------------------- | -------------------------------------------------------------- |
| 鑑湖張氏宗祠（延魯張公家廟）（宋）                              | 陳埭鎮湖中村                                                   |
| 邵厝邵氏祠堂（宋）                                              | 永和鎮邵厝村                                                   |
| 蘗谷黃氏大宗祠（南宋）                                          | 東石鎮蘗谷村                                                   |
| 錢江施氏家廟（南宋）                                            | 龍湖鎮前港村                                                   |
| 青陽蔡氏家廟（宋）                                              | 晉江梅嶺街道中部的蔡厝社區晉江五店市傳統街區                   |
| 西霞蔡氏宗祠（宋）                                              | 東石鎮第三社區                                                 |
| 鄱湖宗祠（宋）潘湖黄相府 潘湖临漳尚书府 潘湖状元衙 潘湖仁颖书院 | 池店鎮潘湖村湖口黄帝宫印尼针记集团黄维源黄廷周黄惠祥黄惠忠祖居 |
| 沙掘黃氏家廟（宋）                                              | 東石鎮第五社區                                                 |
| 溜江宮兜飛錢陳氏故居金井宗祠（元）                              | 金井鎮溜江村                                                   |
| 後洋楊氏大宗祠（元）                                            | 新塘街道後洋社區                                               |
| 衙口施氏大宗祠（明）                                            | 龍湖鎮南潯村（衙口村）                                         |
| 青陽莊氏家廟（明）                                              | 青陽街道梅青村三角內晉江五店市傳統街區                         |
| 三鄉黃氏宗祠（明）                                              | 東石鎮三鄉村                                                   |
| 陳埭丁氏宗祠（明）                                              | 陳埭鎮岸兜村                                                   |
| 金井塘東蔡氏家廟（明）                                          | 金井鎮塘東村東                                                 |
| 侯山張氏宗祠（明）                                              |                                                                |
| 賴厝賴氏家廟（明）                                              | 西園街道西園街道賴厝村                                         |
| 錢坡蘇氏宗祠（明）                                              | 磁灶鎮錢坡村                                                   |
| 鈔岱郭氏宗祠（明）                                              | 金井鎮鈔岱村                                                   |
| 紫星王氏家廟（明）                                              | 紫帽鎮紫星金星村                                               |
| 張林張氏家廟（明）                                              | 磁灶鎮張林村                                                   |
| 晉江梨山李氏宗祠（明）                                          | 永和鎮梨星村（許家巷）                                         |
| 晉江後山朱氏祠堂（明）                                          |                                                                |
| 晉江十都曾厝曾氏宗祠（明）                                      | 東石鎮曾厝村                                                   |
| 南塘柯氏家廟（明）                                              | 羅山鎮南塘                                                     |
| 青陽李氏家廟（明）                                              |                                                                |
| 西濱林氏祠堂（明）                                              | 西濱鎮                                                         |
| 三歐歐陽宗祠（明）                                              | 英林鎮三歐村                                                   |
| 磁灶吳氏宗祠                                                    | 磁灶鎮梅溪                                                     |
| 蘇垵鵪陳氏宗祠                                                  |                                                                |
| 洋埭林氏宗祠                                                    | 陳埭鎮的洋埭村                                                 |
| 衙口施將軍祠（清）                                              | 龍湖鎮衙口村                                                   |
| 唐厝唐氏宗祠（清）                                              | 池店鎮唐厝村                                                   |
| 金井英圍洪氏宗祠                                                | 金井鎮圍頭半島圍頭村西面后城                                   |
| 光渺王氏宗祠                                                    | 東石鎮光渺村                                                   |
| 錢倉姚氏宗祠                                                    | 永和鎮錢倉村                                                   |
| 芙蓉楊氏家廟                                                    | 永和鎮錢倉村                                                   |
| 桔裡姚氏家廟（明）                                              | 內坑鎮古山村                                                   |
| 安平高氏宗祠（明）                                              |                                                                |
| 涵江陳氏宗祠                                                    | 陳埭鎮涵口村                                                   |
| 清溝蘇家祖廟                                                    | 陳埭鎮清溝村                                                   |
| 大白山楊氏宗祠（清）                                            | 東石鎮大白山村                                                 |
| 霞美鍾氏家廟（清）                                              | 內坑鎮霞美畬族村                                               |
| 深圳陳氏祠堂（清）                                              | 內坑鎮深圳村                                                   |
| 閩台粘氏大宗祠（清）                                            | 龍湖鎮衙口村                                                   |
| 前港施氏家廟（清）                                              | 龍湖鎮前港村                                                   |
| 嶼崆謝氏祠堂（清）                                              | 池店鎮嶼崆村                                                   |
| 鳳池魏氏家廟（清）                                              | 池店鎮池店村                                                   |
| 珠澤蔡氏宗祠（清）                                              | 東石鎮第三社區                                                 |
| 柯坑張氏家廟（清）                                              | 英林鎮柯坑村                                                   |
| 坑口王氏宗祠（民國）                                            | 金井鎮坑口村                                                   |
| 新市蕭氏宗祠（民國）                                            | 金井鎮新市村                                                   |
| 上厝張氏宗祠（現代）                                            | 磁灶鎮上厝村                                                   |
| 玉井蔡氏祠堂（現代）                                            | 東石鎮第四社區                                                 |
| 儒林張氏家廟（現代）                                            | 磁灶鎮張林村                                                   |
| 洋店曾氏宗祠（現代）                                            | 紫帽鎮洋店村                                                   |
| 上宅楊氏宗祠（現代）                                            | 永和鎮上宅村                                                   |
| 西濱林氏祠堂（現代）                                            | 陳埭鎮桂林村                                                   |
| 蘇厝蘇家祖廟（現代）                                            | 陳埭鎮蘇厝村                                                   |

#### 古建築
| 古蹟名稱                                           | 地址                           |
| -------------------------------------------------- | ------------------------------ |
| 安海龍山寺（建於隋大業14年618年）                  | 安海镇型厝村北龙山之麓         |
| 龍江寺 （唐）                                      | 東石鎮涼下村                   |
| 留從效廟（宋）                                     | 金井鎮溜江村                   |
| 石井書院                                           | 安海镇西整头境                 |
| 吟嘯橋（宋）                                       | 梅嶺街道雙溝社區               |
| 營邊大橋（宋）                                     | 池店鎮邊村                     |
| 適南橋（宋）                                       | 陳埭鎮蘇厝村                   |
| 陳翁橋（宋）                                       | 陳埭鎮的橫坂村與池店鎮的錢頭村 |
| 江上塔（明）                                       | 池店鎮溜石村                   |
| 淞江斗門（明）                                     | 青陽鎮王厝村村北               |
| 星塔：明鄭成功少年讀書處（明）                     | 晉江市安海鎮安東村             |
| 靖海侯府（清康熙二十六年（1687）建）               | 晉江市龍海鎮衙口村             |
| 西資寺石佛（清）                                   | 晉江市金井鎮岩峰村卓望山       |
| 吳魯故居（清）                                     | 池店鎮錢頭村                   |
| 安海“朱祠”（清）                                   | 安海鎮興勝居委會衙口埔         |
| 福林寺                                             | 龍湖鎮福林村                   |
| 定光庵（清）                                       | 龍湖鎮衙口村                   |
| 普尼堂（清）                                       | 英林鎮英林村                   |
| 長順房古大厝（清）                                 | 龍湖鎮衙口村                   |
| 陳清機故居（民國）                                 |                                |
| 钱仓古厝群（民國）                                 | 晋江永和镇永和村               |
| 東石玉記商行建築群                                 | 晉江市東石鎮第四社區居委會     |
| 王合興”僑批信局遺址（1911年）                      | 晉江市梅嶺街道雙溝草田美村     |
| 金井基督教堂（1933年）                             | 金井鎮中興街北段               |
| 閩浙贛人民游擊縱隊閩中支隊泉州團隊部舊址（1949年） | 磁灶鎮宅內村南倉               |
| 毓秀樓（1958年）                                   | 金井鎮圍頭村                   |
| 南天寺石佛和摩崖刻石                               | 晉江市東石鎮許西坑村岱峰山     |
| 東石寨：為清初鄭成功整軍練武之所                   | 晉江市東石鎮白沙村             |
| 梧林近代建筑群（1930年）                           | 晉江市新塘街道梧林社区         |

#### 晉江五店市傳統街區
——晉江首個國家4A級旅遊景區，第八批福建省文物保護單位，佔地126畝，擁有147座歷史風貌建築
| 序号 | 名称                | 年代 | 原地址       | 坐标 | 图片 | 备注                             |
| ---- | ------------------- | ---- | ------------ | ---- | ---- | -------------------------------- |
| 1    | 青陽蔡氏家廟        | 宋   |              |      |      |                                  |
| 2    | 青陽莊氏家廟        |      |              |      |      |                                  |
| 3    | 柳青新宅            | 民國 |              |      |      | 原旅菲華僑莊傑線舊居             |
| 4    | 朝北大厝            | 民國 |              |      |      | 原旅菲華僑莊朝北舊居             |
| 5    | 宛然别墅            | 現代 |              |      |      | 原旅菲華僑蘇孫江舊居             |
| 6    | 石鼓庙              | 宋   |              |      |      |                                  |
| 7    | 青華天官第          | 明   |              |      |      | 明嘉靖年間吏部侍郎莊一俊舊居     |
| 8    | 蔡媽賢 宅           | 民國 |              |      |      | 旅菲華僑蔡媽賢舊居               |
| 9    | 布政衙、大夫第      | 明   |              |      |      | 浙江布政蔡立敬官邸               |
| 10   | 蔡厝進士第          | 明   |              |      |      |                                  |
| 11   | 莊材酒 宅           | 現代 |              |      |      | 旅菲華僑莊材酒舊居               |
| 12   | 鄭煥彩宅            | 清   | 池店鎮清濛村 |      |      |                                  |
| 13   | 蔡德練宅            | 現代 | 安海鴻塔區   |      |      |                                  |
| 14   | 蘇纓玉宅            | 現代 | 陳埭蘇厝     |      |      |                                  |
| 15   | 蘇獻忠藝術館        |      |              |      |      | 希申祖宅                         |
| 16   | 錦繡莊氏思齊宗祠    | 明   |              |      |      |                                  |
| 17   | 烏大門              | 明   |              |      |      |                                  |
| 18   | 雁塔地靈            | 明   |              |      |      | 青陽古八景之一                   |
| 19   | 虎帥爺宮            | 明   |              |      |      |                                  |
| 20   | 明霞雅居            | 民國 |              |      |      | 旅菲華僑洪文舍舊居               |
| 21   | 狀元衙              | 明   |              |      |      | 莊用賓故居                       |
| 22   | 莊氏裕齋小宗        |      |              |      |      |                                  |
| 23   | 莊氏希信小宗        |      |              |      |      |                                  |
| 24   | 莊氏思齊小宗        |      |              |      |      |                                  |
| 24   | 祖佛祖宮            | 宋   |              |      |      | 靑陽莊氏一世祖古山公故居暨梅山亭 |
| 25   | 益元牌樓●益元西藥店 | 民國 |              |      |      | 晉江第一家西藥房                 |

#### 中國傳統村落名錄
- 金井鎮福全村（第一批）
- 金井鎮塘東村（第三批）
- 龍湖鎮南潯村（第三批）
- 新塘街道梧林社区梧林古村落（第四批）
- 灵源街道灵水社区（第四批）
- 龙湖镇福林村（第四批）

- 安海龙山寺
- 安平桥和白塔
- 草庵

### 美食
- 靈水菜脯
- 田螺肉碗糕
- 源和堂蜜餞
- 上元丸
- 梅嶺肉粽
- 陳埭泥蟶
- 龍湖金邊鱉
- 虎咬草
- 成宗牛肉湯
- 池店牛肉湯
- 蘇記正泉成綠豆餅
- 衙口豬油粕
- 衙口花生、衙口芋圓
- 東石蚵仔煎
- 安海五鄉米粉
- 安海食珍糕桔紅糕
- 安海捆蹄、安海蓼花
- 安海土筍凍
- 深滬魚丸

## 經濟
晉江經濟比較發達，2014年地区生产总值1492.86亿元人民币，人均地区生产总值11826美元[折合人民幣72645元]，有大量知名企業。如
- 恆安集團
- 安踏體育
- 特步國際
- 361度
- 美克國際
- 飛克國際
- 百宏实业
- 浩沙国际
- 利郞
- 蠟筆小新休閒食品
- 優源控股
- 中國節能海東青（福建鑫华股份有限公司）
- 晉江市能源投資集團有限公司
- 晉華積體電路有限公司2016年與聯華電子簽屬技術開發合同，預計2019年將投資53億美元，于晉江建設12吋記憶體晶圓廠生產線，並開展記憶體及關連產品的研發、製造和銷售

如七匹狼、勁霸、德爾惠、九牧王、SBS、鴻星爾克、福馬、親親食品、喜之郞、雅克、可比克、喬丹體育、舒華、凤竹纺织、福兴拉链、梅花伞、福联面料科技控股有限公司、鱷萊特、泰山科技控股、华源纤维、喜得龙、优源国际、金保利新能源、华运中国控股、柒牌集团、中国体育国际有限公司、猛士达鞋业、鸿星沃登卡、亚洲塑胶、兴业皮革、福建安溪铁观音集团、泉州海天材料科技、福建归真堂药业股份有限公司、福建省卓越鸿昌建材股份有限公司、喜得狼、斯兰集团、好来屋（福建）食品股份有限公司、福建省福派园食品股份有限公司、好彩头（中国）有限公司、晋江恒达陶瓷有限公司、中體國際（野力運動）、泰山科技（連捷紡織）联合科技(华源纤维)星泉鞋业、闽驰协创、快节奏股份、兴业科技、索力鞋业、万利国际、中国动力（三力机车）、星泉鞋业、晋江明伟（CAMKIDS）鞋服有限公司、泰亞股份、万好绿色照明、福建華泰集團股份有限公司、中國虎都

## 外部連結
- 晋江市人民政府